# Nihon Keizai Shimbun
Nihon Keizai Shimbun (japanska: 日本経済新聞?, Nihon Keizai Shinbun, förk. Nikkei) är en av Japans största dagstidningar, grundad 1876. Tidningen har utpräglat finans- och affärsfokus.

## Andra tidningar i koncernen
- Nikkei Sangyō Shinbun (日経産業新聞)
- Nikkei Kinyū Shinbun (日経金融新聞)
- Nikkei Marketing Journal (日経MJ)
- The Nikkei Weekly
- Sanyō Shinbun (山陽新聞), lokaltidning i Okayama